# 232553 Randypeterson
232553 Randypeterson este un asteroid din centura principală de asteroizi.

## Descriere
232553 Randypeterson este un asteroid din centura principală de asteroizi. A fost descoperit pe 26 septembrie 2003 la Junk Bond Observatory de David Healy (astronom). Asteroidul prezintă o orbită caracterizată de o semiaxă mare de 2,79 ua, o excentricitate de 0,05 și o înclinație de 4,0° în raport cu ecliptica.